# 拉貝省
拉貝省（法語：Préfecture de Labé）是西非國家畿內亞的33個省之一，位於該國中部，由拉貝大區負責管轄，首府設於拉貝，北臨馬里省，東接庫比亞省和圖蓋省，南毗達拉巴省和皮塔省，西鄰萊盧馬省，面積3,014平方公里，人口約204,000。